# Денисенко, Геннадий Петрович
Генна́дий Петро́вич Денисе́нко (25 августа 1946) — советский футболист, защитник и полузащитник.

## Карьера
В 1967 году провёл 4 матча за «Кубань». С 1968 по 1969 год защищал цвета ставропольского «Динамо», принял участие в 26 встречах команды.
С 1970 по 1972 год выступал за донецкий «Шахтёр», в составе которого дебютировал в Высшей лиге СССР, где провёл за два сезона 12 матчей. В сезоне 1972 года сыграл в 26 встречах и стал серебряным призёром Первой лиги. В 1974 году снова выступал за «Кубань», провёл 2 матча. Кроме того, сыграл в составе «жёлто-зелёных» 1 встречу в Кубке СССР.

## Достижения
- 2-е место в Первой лиге СССР (выход в Высшую лигу): 1972

## После карьеры
В 2000-х годах работал администратором в клубе «Краснодар-2000».